# Казімеж Кордилевський

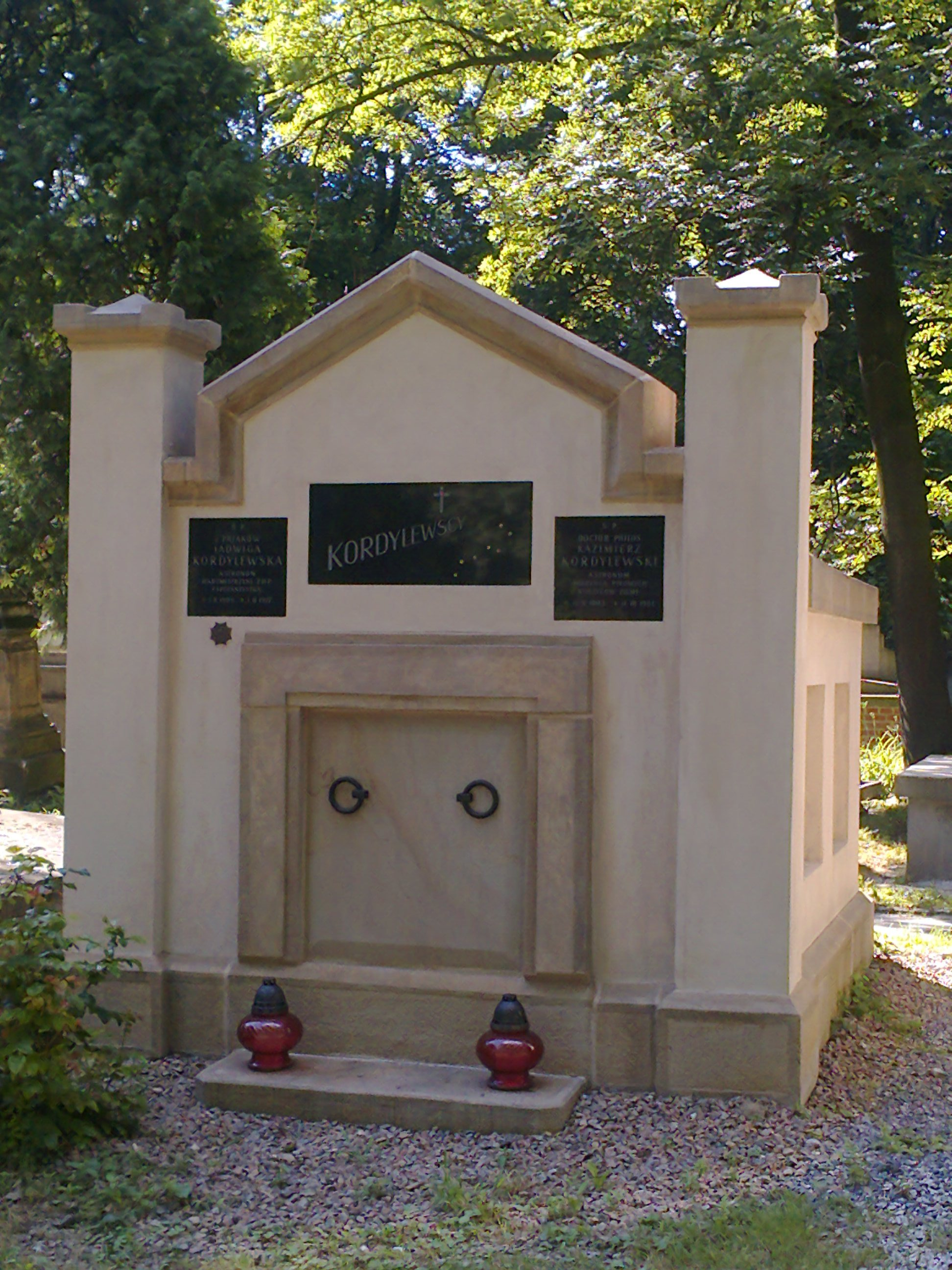
Сімейна усипальниця Кордилевських на Раковицькому цвинтарі, Краків, Польща

Казімеж Кордилевський (пол. Kazimierz Kordylewski, 11 жовтня 1903 — 11 березня 1981) — польський астроном, ім'ям якого названі хмари Кордилевського.

## Біографія
Казімеж Кордилевський народився 11 жовтня 1903 року у Познані в родині ремісника. Після здобуття середньої освіти поступив у 1922 році до Познанського університету, де став вивчати астрономію. З 1924 року Казімеж Кордилевський став навчатися у краківському Ягеллонському університеті, де одночасно працював у астрономічній лабораторії під керівництвом професора Тадеуша Банахевича.
Починаючи з 1926 року займався вивченням змінних зірок. Цього ж року він відкрив зірку Т Ворона, що розташована у сузір'ї Ворона.
У 1961 Казімеж відкрив хмари, що перебувають у точках Лагранжа, яким хотів дати назву «Польські хмари», проте його пропозиція не була прийнята.
Помер 11 березня 1981 року, похований на Раковицькому цвинтарі у родинній усипальниці.

## Нагороди
За свою наукову діяльність нагороджений кількома нагородами:
- Бронзова медаль НАСА (1972);
- Золотий Хрест Заслуги (1973);
- Медаль Національної комісії освіти (1974);
- Медаль 500-річчя з дня народження Коперника (1974);
- Орден Відродження Польщі 5-го ступеня (1979).

## Пам'ять
- Ім'ям Казімежа Кордилевського названа вулиця у Кракові.

## Джерело
- Hockey, Thomas, The Biographical Encyclopedia of Astronomers. Springer Publishing, 2009, ISBN 978-0-387-31022-0